# Emile Coquille
Emile Coquille war ein französischer Unternehmer und Motorsportfunktionär und als solcher wesentlich an der Etablierung des 24-Stunden-Rennens von Le Mans beteiligt.
Emile Coquille war in den 1920er-Jahren französischer Generalvertreter der britischen Motorrad- und Reifenunternehmung Rudge. In dieser Funktion gehörte er neben Charles Faroux und Georges Durand zu den Gründern des 24-Stunden-Rennens von Le Mans.
Die Idee, ein Langstreckenrennen für Tourenwagen zu veranstalten, um damit die Leistungsfähigkeit ganz normaler Straßenwagen zu demonstrieren, hatte 1922 Georges Durand, der Sekretär des Automobile Club de l’Ouest. Im Oktober desselben Jahres sprach er beim Pariser Autosalon Charles Faroux, den Herausgeber der Fachzeitschrift La Vie Automobile, darauf an, der sofort begeistert war. Coquille, der über ausreichend Kapital verfügte, wurde hinzugezogen und willigte ein, 100.000 Franc Preisgeld zur Verfügung zu stellen. Außerdem stiftete er den Rudge-Whitworth-Cup, der auch als Biennial-Cup in die Geschichte des Motorsports und dieses Rennens eingegangen ist.